# اربیل
اَربیل (کردی: هه‌ولێر، عربی: أربیل) (تلفظ به کُردی: هَولِر) یکی از شهرهای کردستان عراق و مرکز استان اربیل و همچنین پایتخت اقلیم کردستان می‌باشد و در ۸۰ کیلومتری شرق موصل قرار گرفته است.
جمعیت این شهر در سال ۲۰۱۸ (میلادی) ۸۷۹٬۰۷۱ نفر برآورد شده است. قدمت شهرنشینی در این شهر به ۶۰۰۰ سال پیش از میلاد می‌رسد و یکی از قدیمی‌ترین شهرهای مسکونی دنیاست.

## نام‌گذاری
اربیل نامی است که بیشتر در سطح جهانی برای این شهر باستانی بکار می‌رود. ریشه نام‌گذاری این شهر را می‌توان در سنگ‌نوشته‌های سومری در ۲۰۰۰ پیش از میلاد به شکل اربیلوم، اوربلوم یا اوربیلوم (𒌨𒉈𒈝𒆠، ur-bi₂-lumki) یافت کرد. مورخان براین باورند که از ریشه‌های سومری «Ur_اور» (شهر) و «Bela_بیلا» (بالا، بلند) تشکیل شده است، احتمالاً به این خاطر که شهر در مناطق بالایی و مرتفع، فراتر از جلگه پایینی رود دجله واقع شده است. (به معنی شهر بلند)
اربیل در زمان آشوریان مرکز دینی مهمی برای آیین پرستش ایزد ایشتار (اشتاروت) بود.
در بند چهاردهم از ستون دوم کتیبه بیستون، نام اربیل به صورت 𐎠𐎼𐎲𐎡𐎼𐎠𐎹𐎠 (اَربَ ای رایا- A.Rª.Bª.I.Rª.A.Yª.A) آمده است.

## جغرافیا
شهر اربیل در اقلیم کردستان عراق قرار دارد و از نظر جغرافیایی دشت می‌باشد و از قدیم مکانی استراتژیک بوده است، زمینهای بسیار مناسبی برای کشاورزی دارد و چهار فصل سال را دارد به اینصورت که تابستانهایی بسیار گرم و زمستانهای سردی دارد.

## تاریخ

### دوران باستان
اربیل شهری بسیار باستانی است که در زمان آرامی‌ها بنیان گذاشته شد.
منطقهٔ اربیل در طی سده‌ها بخشی از ایران هخامنشی را تشکیل می‌داد و مدتی نیز به دست نیروهای اسکندر مقدونی افتاد. پس از آن اشکانیان و ساسانیان و ترک‌های عثمانی طی سده‌های پیاپی بر آن فرمانروایی کردند و ارگ اربیل نیز به دست کردها بنا شد.
جنگ گوگمل که در آن اسکندر مقدونی، داریوش سوم را در سال ۳۳۱ پ. م شکست داد، در جایی حدود صد کیلومتری غرب اربیل رخ داد.

### دوران بگتگینیان
در سدهٔ پنجم هجری زین‌الدین علی کوچک‌بن‌بگتگین از صاحب منصبان ترکمان امیر زنگی به خاطر شرکت در نبردهای آن امیر در کردستان، تملک نواحی‌ای را به مرکزیت اربیل به دست آورد. مظفرالدین گوکبوری فرزند زین‌الدین که توسط قایماز حاکم اربیل به نفع برادر جوانترش زین‌الدین یوسف بیرون رانده شده بود، پس از همکاری با صلاح‌الدین ایوبی در جنگ‌های صلیبی در ۵۸۶ هجری به اربیل آمد، وی عملاً به عنوان رئیس زنگیان به مدت چهل و چهار سال سراسر ایالت اربیل را در دست داشت، وی به امور عام‌المنفعه در اربیل اهتمام داشت، چندین مدرسه، خانقاه، بیمارستان و نوانخانه ساخت و موقوفات بسیاری بنا نهاد. گویا نخستین بار در زمان وی عید مولود نبی به‌طور رسمی برگزار شده است. در زمان وی دانشمندان و نویسندگان بسیاری به اربیل آمده‌اند، در همهٔ این کارها وزیرش که به مستوفی هولیر مشهور است وی را یاری می‌کرده، کتاب تاریخ هولیر نیز نوشته همان وزیر است. وی در کنار هولیر که همواره به عنوان شهری مسیحی شناخته می‌شد شهری تازه بنانهاد و هر دو شهر را به مراکز ثابت اسلامی تبدیل کرد، این فضا تا ۶۳۴ هجری که هولیر بر اثر یورش مغولان ویران شد ادامه‌یافت.

### دوران معاصر
شهر امروزی اربیل بر روی تپه‌ای باستانی قرار گرفته است. بر روی آن تپه، دیوارها و بقایای یک دژ عثمانی به چشم می‌خورد. در سده‌های میانه شهر اربیل به یک کانون بازرگانی بر جادهٔ میان بغداد و موصل تبدیل شد و امروزه نیز با قرار داشتن در مسیرهای جاده‌ای و ریلی از اهمیت زیادی برخوردار است.
مجلس منطقهٔ خودگردان کردستان از سال‌ها پیش در شهر اربیل تشکیل می‌شد، ولی کنترل آن تا زمان شورش کردها در پایان جنگ خلیج فارس، عملاً در دست صدام حسین بود. در سال ۱۹۹۱ میان دو حزب اصلی کردها یعنی حزب دموکرات کردستان عراق و اتحاد میهنی کردستان جنگی درگرفت و مجلس نامبرده منحل شد. حزب دموکرات با کمک صدام حسین در سال ۱۹۹۶ اربیل را در دست گرفت.
پس از سرنگونی صدام به دست نیروهای آمریکایی، در دهم آوریل ۲۰۰۳ اربیل شاهد جشن و سرور مردم در خیابان‌ها بود. پس از جنگ چندین بمب علیه نیروهای آمریکایی و کردها در شهر منفجر شده که شدیدترین آن انفجار بمبی در روز عید قربان در مقر هر دو حزب در شهر هولیر بود که در آن رویداد ۱۰۹ نفر جان باختند. این بمب‌گذاری را به گروه مسلح انصارالاسلام نسبت می‌دهند.

## محله‌ها
شهر اربیل ۱۷۲ محله دارد که محله‌های قَلات (ارگ اربیل)، خانقاه، بازار، مستوفی، مناره، تعجیل، عرب، سیداوه و سه‌تاقان هسته قدیمی این شهر را تشکیل می‌دهند.

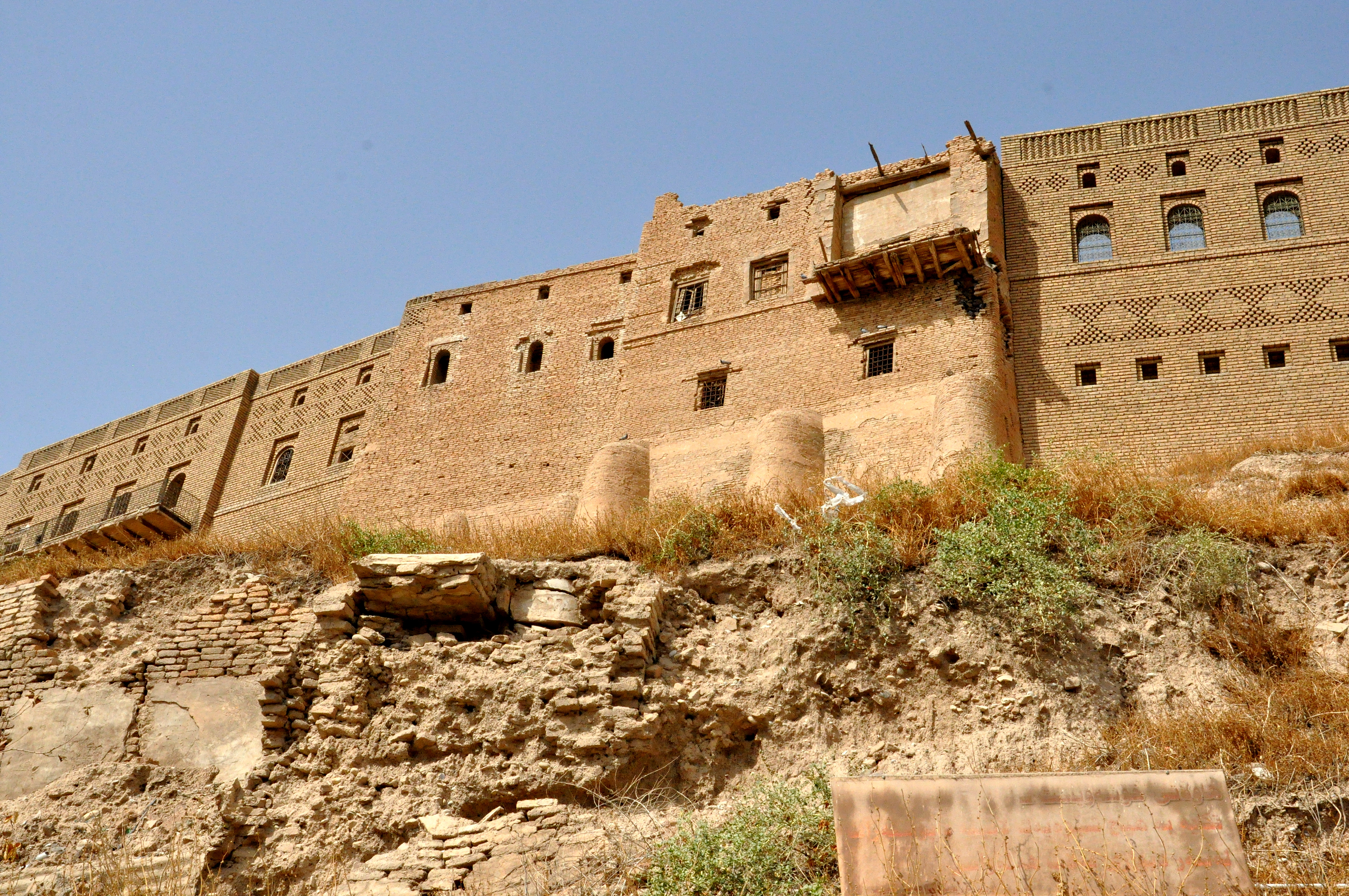
قلعه اربیل، قدیمی‌ترین قلعه جهان با بیش از شش هزار سال قدمت

## فرودگاه
فرودگاه بین‌المللی اربیل تا سال ۱۹۹۱ پادگان نظامی بود و در سال ۲۰۰۴ بیشتر از آن برای فرود هواپیماهای جنگی آمریکایی استفاده می‌شد. این فرودگاه در دههٔ ۲۰۰۰ میلادی رتبهٔ بین‌المللی گرفته است و روزانه دست‌کم پانزده تا بیست پرواز خارجی را میزبانی می‌کند.
بسته شدن مکرر فرودگاه‌های دیگر شهرهای بزرگ عراق همچون بغداد و بصره به رونق این فرودگاه کمک کرده است.

## مردم
جمعیت اربیل را مردم کرد تشکیل می‌دهند که به گویش سورانی و لهجه اربیلی صحبت می‌کنند، بخشی‌هم به گویش کرمانجی صحبت می‌کنند. با این حال اقلیتی از ترکمن‌ها و آشوری‌ها نیز در اربیل سکونت دارند. البته به دلیل ناامنی در جنوب و مرکز عراق و مهاجرت کردهای دیگر نواحی به اربیل جمعیت شهر به سرعت افزایش پیدا کرده است.

## ابنیهٔ تاریخی و مکان‌های گردشگری

### بناهای هولیر
- ارگ هولیر
- منارهٔ چولی (مناره مظفریه)
- تپهٔ قلیچ‌آقا
- بازارهای قیصریه
- منارهٔ باستانی هولیر

### مکان‌های گردشگری
- منطقهٔ عین‌کاوه (محلهٔ مسیحیان)
- محلهٔ شاری خه‌ون (شهر رؤیا)
- فامیلی فان
- ماجدی مال
- فامیلی مال
- رویال مال
- بازارهای شهر و بازار شیخَلا
- پارک سامی عبدالرحمن
- پارک شانِدَر
- پارک شهر
- پارک مناره
- ماجدی لاند
- فرانسـ هریری ستادیوم

## دانشگاه‌ها
- دانشگاه صلاح‌الدین هولیر
- دانشگاه پزشکی هولیر
- دانشگاه تقنی هولیر
- دانشگاه لبنانی فرنسی هولیر
- دانشگاه جیهان هولیر
- دانشگاه ستراتفورد هولیر
- دانشگاه کتاب هولیر

## شهرهای خواهرخوانده
- نشویل، ایالات متحدهٔ آمریکا[۱۸]

## پی‌نوشت
1. ↑  http://www.citypopulation.de/Iraq.html
2. ↑  واژه «هه‌ولیر» شکل دیگری از همان واژه اربیل است. در زبان کردی سورانی در برخی نام‌ها جایگشت ایجاد می‌شود و ب به واو تبدیل می‌شود. مانند: برف/وفر، اربیل/هه‌ولیر…
3. 1 2  "Czech archaeologists uncover Stone Age tools in Arbil, Iraq". Radio Prague. ۱۷–۰۳–۲۰۱۰. Retrieved 08–12–2010. {{cite web}}: Check date values in: |accessdate= و |date= (help)
4. ↑  "9781906768188: Kurdistan - a Nation Emerges - AbeBooks - Jonathan Fryer: 1906768188". www.abebooks.co.uk (به انگلیسی). Retrieved 2021-01-22.
5. ↑  Ishtar,Eshtarut
6. ↑  طوسی مراغی، حمید (۱۳۸۲). کتیبه بیستون. تهران: سیمرو. صص. ۶۳۳.
7. ↑  کاهن.
8. ↑  «استان اربیل». بایگانی‌شده از اصلی در ۲۴ دسامبر ۲۰۰۸. دریافت‌شده در ۱۵ ژوئیه ۲۰۰۸.
9. ↑  «نقشهٔ محله‌های شهر اربیل». بایگانی‌شده از اصلی در ۲۴ دسامبر ۲۰۰۸. دریافت‌شده در ۱۵ ژوئیه ۲۰۰۸.
10. ↑  نفیسه کوهنورد، اربیل امیدوار، در آغاز راهی پر پیچ و خم در بی‌بی‌سی.
11. 1 2  «Irbil - LookLex Encyclopaedia». looklex.com. بایگانی‌شده از اصلی در ۹ فوریه ۲۰۱۴. دریافت‌شده در ۲۰۲۰-۰۴-۰۸.
12. ↑  «نسخه آرشیو شده». بایگانی‌شده از اصلی در ۱۹ ژوئیه ۲۰۱۲. دریافت‌شده در ۵ اوت ۲۰۱۳.
13. ↑  سیاسی حکومت اقلیم کردستان/ مرکز مطالعاتی استراتژیک اورسام ساختار سیاسی حکومت اقلیم کردستان/ مرکز مطالعاتی استراتژیک اورسام خبرگزاری کردپرس-بخش فارسی
14. ↑  http://www.asnoor.ir/Public/Parties/ViewParties.aspx?Code=100338%5Bپیوند+مرده%5D
15. ↑  التاریخ السیاسی لترکمان العراق تاریخ سیاسی ترکمان العراق بایگانی‌شده  در ۲ آوریل ۲۰۱۶ توسط Wayback Machine - عزیز قادر صمانچی - من اصدارات المرکز الترکمانی العراقی للدراسات والبحوث- لندن - صفحهٔ ۸۹
16. ↑  «نسخه آرشیو شده». بایگانی‌شده از اصلی در ۲۳ دسامبر ۲۰۱۴. دریافت‌شده در ۲۰ مارس ۲۰۱۳.
17. ↑  "أربیل (محافظة)". ویکیبیدیا (به عربی). 2020-04-06.
18. ↑  تنسیَن: حضور کُردها در نشویل افزایش می‌یابد چراکه نشویل امیدوار است با اربیل به عنوان خواهرخوانده پیوند برقرار کند (به انگلیسی)، نوشته‌شده در ۲۵ آذر ۱۴۰۱؛ بازدید در ۸ ژوئیهٔ ۲۰۲۳.